# Leo Jud

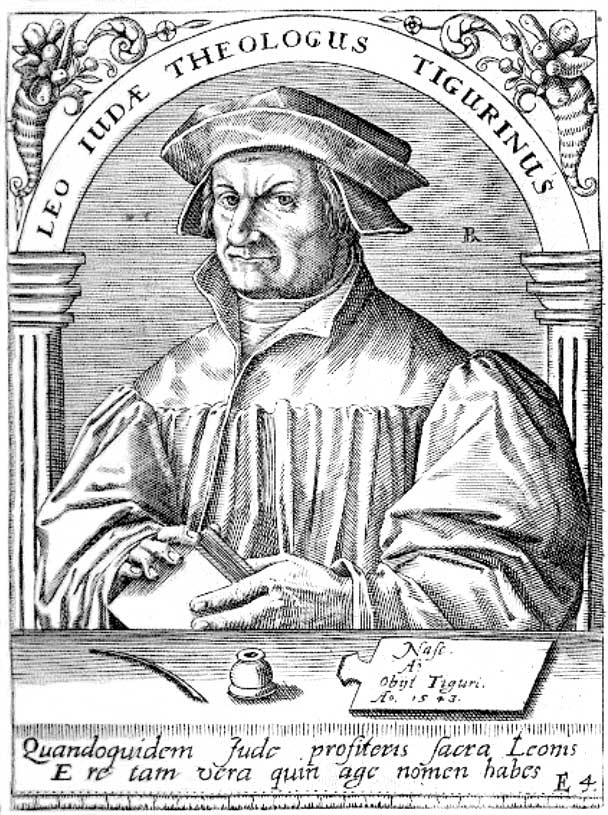
Leo Jud

Leo Jud (Leo Judä, Leo Keller) (ur. w 1482 w Guémar w Nadrenii, zm. 19 czerwca 1542 w Zurychu) – szwajcarski teolog i reformator protestancki, współpracownik Ulricha Zwingliego i Heinricha Bullingera.
Był synem księdza, uczęszczał do szkoły łacińskiej w Sélestat, a od 1499 studiował medycynę w Bazylei i Fryburgu Bryzgowijskim. Od 1505 zajął się teologią i zaprzyjaźnił z Ulrichem Zwinglim. W latach 1507–1510 był diakonem w Bazylei, kończąc jednocześnie studia.
Został proboszczem w kościele św. Hipolita, a w 1519 następcą Zwingliego w Einsiedeln. Rozpoczął też pracę nad egzegezą i tłumaczeniem Biblii. W 1523 przejął parafię św. Piotra w Zurychu, ożenił się i został jednym z najbliższych współpracowników Zwingliego. Działał jako kaznodzieja, sędzia i nauczyciel. Brał udział w przekładzie Biblii wydanym w roku 1531 i znanym jako Biblia zuryska. Układał pieśni religijne. Współpracował z Heinrichem Bullingerem, opracowując dogmaty wiary ewangelicko-reformowanej (konfesje helweckie) oraz przepisy kościelne. Zmarł mając 60 lat.